# Alchemy
Alchemy – piąty album Dire Straits i zarazem pierwszy wydany album koncertowy (grupa nagrała wcześniej koncert dla BBC, ale album ukazał się dopiero w 1995), wydany w 16 marca 1984. Alchemy zawiera najbardziej znane i popularne utwory Dire Straits w nowych wykonaniach i aranżacjach z rozwiniętymi „solówkami” instrumentalistów. Album został nagrany 22 i 23 lipca 1983 w londyńskiej sali koncertowej Hammersmith Odeon.  Album nie był po nagraniu edytowany w studiu.
Alchemy zadebiutował na 3. miejscu na liście przebojów w Anglii, później uzyskał status platynowej płyty w Anglii, Irlandii i Portugalii, a w Australii i na Nowej Zelandii podwójnej płyty platynowej. W Grecji dotarł na pierwsze miejsce listy przebojów.

## Lista utworów
1. „Once Upon a Time in the West” – 13:00
2. „Expresso Love” – 5:36
3. „Romeo and Juliet” – 8:16
4. „Love Over Gold” (tylko w wersji CD) – 3:27
5. „Private Investigations” – 7:34
6. „Sultans of Swing” – 10:58
7. „Two Young Lovers” – 4:51
8. „Tunnel of Love” – 14:23
9. „Telegraph Road” – 13:43
10. „Solid Rock” – 6:01
11. „Going Home” (z filmu Local Hero; utwór instrumentalny) – 6:02

Wszystkie utwory zostały napisane przez Marka Knopflera.

## Twórcy
- Mark Knopfler – gitary, śpiew
- John Illsley – gitara basowa
- Alan Clark – instrumenty klawiszowe
- Hal Lindes – gitara
- Terry Williams – perkusja

### Gościnnie
- Tommy Mandel – instrumenty klawiszowe
- Mel Collins – saksofon
- Joop de Korte – instrumenty perkusyjne